# Giuseppe Falcomatà
Giuseppe Tiberio Falcomatà (Reggio Calabria, 18 settembre 1983) è un politico italiano, sindaco di Reggio Calabria dal 29 ottobre 2014 e della omonima città metropolitana dal 2 febbraio 2017.
Dal 19 novembre 2021 al 25 ottobre 2023 è stato sospeso temporaneamente da entrambe le cariche per motivi giudiziari. Dopo una condanna in primo grado, confermata in appello, la Corte di cassazione ha annullato la condanna senza rinvio alla Corte d'appello.

## Biografia

### Formazione
È figlio di Italo Falcomatà, che fu sindaco di Reggio Calabria dal 23 novembre 1993 fino alla sua prematura morte nel 2001 ed in tale periodo avviò una fase di profondo rinnovamento per la città, tanto che tale periodo storico fu localmente soprannominato Primavera di Reggio.  Dopo aver conseguito la maturità presso il liceo classico Tommaso Campanella di Reggio Calabria (frequentato anche dal padre) nel 2001, si è laureato in giurisprudenza all’Università degli Studi "Mediterranea" di Reggio Calabria nel 2004, conseguendo la laurea specialistica con diritto  di pubblicazione nel 2006 e perfezionando gli studi presso la Scuola di Specializzazione in Studi sull'Amministrazione Pubblica di Bologna nel 2008. Dal 2010 esercita la professione di avvocato.

### Attività culturali
Dal 2002 è membro del consiglio di amministrazione della Fondazione Italo Falcomatà, associazione intitolata al padre che opera nel campo della crescita scientifica, sociale e culturale della città di Reggio Calabria.
Nel 2011 ha pubblicato il suo primo romanzo, La vendetta immobile, a cui sono seguiti nel 2014 il saggio-intervista Un passo alla Svolta e il romanzo Un bicchiere di sole, tutti editi da Città del Sole Edizioni. Nel 2022 ha curato la realizzazione del libro Caro professore. Lettere dei reggini a Italo Falcomatà, edito da Readaction, una raccolta di lettere indirizzate nel tempo dai reggini a suo padre, che rappresenta una parte di quello che si è salvato dall'incendio doloso che nel 2020 ha colpito la sede della Fondazione Falcomatà.

### Attività politica

#### Consigliere comunale
Alle elezioni amministrative del 2007, Falcomatà è stato il primo degli eletti della I Circoscrizione di Reggio Calabria (Centro storico). Tre anni dopo, alle amministrative del 2011, entra a far parte del consiglio comunale della città, risultando il primo degli eletti e diventandone capogruppo.
Il 6 luglio 2014 vince le primarie del centro-sinistra per la scelta del candidato sindaco in vista delle elezioni amministrative di ottobre dello stesso anno, le prime a svolgersi dopo circa due anni di commissariamento del comune per infiltrazioni mafiose. Viene eletto sindaco di Reggio Calabria il successivo 26 ottobre, vincendo al primo turno con quasi il 61% delle preferenze, mentre lo sfidante di centro-destra Lucio Dattola ottiene solo il 27,33%. Il 29 ottobre viene ufficialmente proclamato sindaco.
In vista delle elezioni amministrative del 2020 si ricandida per un secondo mandato, sempre alla guida di una coalizione di centro-sinistra formata da Partito Democratico, Reggio Coraggiosa - Articolo Uno, Italia Viva, A Testa Alta - Partito Socialista Italiano, altri partiti minori e liste civiche.
In occasione delle tornata elettorale del 21 settembre, dopo aver ottenuto al primo turno il 37,17% delle preferenze, accede al ballottaggio con il candidato del centro-destra Antonino Minicuci, suo principale sfidante, fermo al 33,69% delle preferenze. Al ballottaggio del 4 e 5 ottobre (occasione in cui, per la prima volta nella storia della città, le elezioni amministrative sono state decise al secondo turno), viene eletto nuovamente sindaco con il 58,36% dei voti.

#### Sindaco di Reggio Calabria
Nel corso della sua amministrazione è stato azzerato il debito comunale e scongiurato il default del Comune, grazie ad un piano di rientro dal quale Reggio Calabria è definitivamente uscita nell'aprile del 2023. Nel gennaio del 2015 inizia il servizio di raccolta differenziata dei rifiuti, che però stenta a decollare a causa di problemi logistici e organizzativi della ditta appaltatrice e della difficoltà di conferimento in discarica. Particolare attenzione è stata riservata al trasporto pubblico, con il salvataggio ed il rilancio dell'azienda municipalizzata Atam, che era sull'orlo del fallimento e in procinto di essere posta in liquidazione; grazie agli sforzi dell'amministrazione, i conti sono stati risanati, il personale è stato integrato a tempo indeterminato, è stata acquistata una nuova flotta composta da mezzi elettrici ed ecologici, ricaricabili ad energia solare, sono state costruite pensiline intelligenti, è stata introdotta la bigliettazione elettronica, sono stati acquistati bus elettrici per collegare le zone montane e periferiche e scuolabus a servizio dell'utenza scolastica. In questo modo, l'Atam è passata dal versare in condizioni economiche e strutturali molto critiche all'essere un'azienda modello, competitiva ed efficiente.
Un altro importante risultato è stata l'approvazione, il 30 dicembre 2023, del Piano Strutturale Comunale, che sostituisce il vecchio Piano regolatore risalente al 1971 e pone un freno alla cementificazione selvaggia, dando il via al consumo di suolo zero secondo le direttive dell'Unione Europea e lottando contro l'abusivismo edilizio. Sempre nel corso del 2023, l'amministrazione Falcomatà ha indetto una serie di concorsi pubblici per l'assunzione di 135 figure professionali, con lo scopo di rinforzare l'organico comunale, sottodimensionato dopo vent'anni di mancate assunzioni. Tutti questi nuovi impiegati sono stati assunti stabilmente dopo il via libera giunto da Roma, da parte della Commissione di Stabilità finanziaria degli Enti Locali.
Sul fronte dei lavori pubblici, Falcomatà ha avviato numerosi lavori di riqualificazione di aree degradate della città, come il parco del Tempietto, sul lungomare, reso fruibile dopo appena tre anni di lavori e attrezzato con aree verdi, luoghi per praticare sport e zone relax, e l'ex-Fiera di Pentimele, dove, grazie ai fondi del Piano Nazionale di Ripresa e Resilienza, è sorto un nuovo parco urbano, munito di un anfiteatro con 5000 posti a sedere.
In qualità di sindaco della Città metropolitana di Reggio Calabria (primo ad assumere la carica, istituita nel 2017), nel 2024 ha annunciato un finanziamento di 17,4 milioni di euro per la manutenzione e la messa in sicurezza delle strade metropolitane reggine, con particolare attenzione alla cura di ponti e viadotti: i lavori dureranno cinque anni e si concluderanno nel 2029. Sempre come sindaco metropolitano, ha avviato i lavori di riqualificazione dell'Orto botanico cittadino, sempre grazie ai fondi del P.N.R.R.
A dicembre 2020 viene eletto presidente del Comitato dei sindaci dell'Azienda sanitaria provinciale di Reggio Calabria.
A novembre del 2024 il sindaco lancia la candidatura di Reggio Calabria come Capitale Italiana della Cultura 2027 dichiarando: "La nostra città può lanciare al mondo un importante messaggio". 
Il 21 novembre 2024 Falcomatà viene eletto nel Consiglio direttivo dell'Associazione Nazionale Comuni Italiani, presieduta da Gaetano Manfredi, sindaco di Napoli, con la delega ai Servizi pubblici locali.

## Vicende giudiziarie

### Processo Miramare
Falcomatà ha affrontato un processo legato alla gestione del Palazzo Miramare, di proprietà del Comune. Condannato in primo e secondo grado, il 25 ottobre 2023 la Corte di cassazione ha annullato la condanna senza rinvio alla Corte d'appello, nonostante la richiesta di prescrizione da parte del procuratore generale.
L’iter giudiziario era iniziato a settembre 2017, quando viene indagato, insieme a molti dei suoi assessori nella sua giunta comunale, per abuso d'ufficio. Al centro dell'inchiesta c'è l'affidamento dell'ex Hotel Miramare a una associazione che, secondo l'accusa, sarebbe guidata da un imprenditore che in campagna elettorale aveva concesso i suoi locali per la segreteria politica di Falcomatà. Nel febbraio 2019, viene rinviato a giudizio per abuso d'ufficio e falso nel bando di assegnazione del Miramare. A ottobre 2021 i pubblici ministeri hanno richiesto in primo grado la condanna a un anno e dieci mesi per abuso d'ufficio e falso nei confronti di Falcomatà. Il 19 novembre successivo, Falcomatà è stato condannato per abuso d'ufficio insieme a tutti gli altri imputati: per il sindaco la condanna viene ridotta in primo grado di giudizio a un anno e quattro mesi di reclusione da parte del tribunale di Reggio Calabria, per tutti gli altri condanna a un anno di carcere. Per tutti, la pena è tuttavia sospesa.
Falcomatà, in seguito alla sentenza di condanna, è stato sospeso dalle funzioni di primo cittadino ai sensi della legge Severino. Le funzioni di sindaco del comune e della Città metropolitana sono state prese in carico dal vicesindaco facente funzioni.
L'8 novembre 2022, nel contesto del medesimo processo, Falcomatà è stato condannato anche in secondo grado di giudizio, così come tutti gli altri imputati già condannati in primo grado. Per tutti, pene ridotte rispetto alla condanna in prima istanza: al solo Falcomatà la Corte d'appello di Reggio Calabria ha inflitto un anno di reclusione, per tutti gli altri imputati condanna a sei mesi di carcere. Per tutti, Falcomatà incluso, ai sensi della legge Severino è poi scattata un'ulteriore sospensione di 12 mesi di durata dai rispettivi incarichi.
Il 25 ottobre 2023 la Corte suprema di cassazione annulla senza rinvio in appello la condanna a un anno per abuso d'ufficio, pertanto Falcomatà viene reintegrato nella carica di sindaco..

### Processo Miramare bis
Nell’ottobre 2023, prima della decisione della Cassazione per il processo Miramare, Falcomatà viene nuovamente rinviato a giudizio per abuso d'ufficio, questa volta nell'ambito del procedimento Miramare bis in quanto, secondo l'accusa, avrebbe impedito al Comune di costituirsi parte civile nel processo. 
Anche in questo caso viene assolto, nell'ottobre 2024, in quanto "il fatto non è previsto dalla legge come reato".

## Opere

### Romanzi
- Giuseppe Falcomatà, La vendetta immobile, Città del Sole Edizioni, 2011, ISBN 978-88-7351-452-7.
- Giuseppe Falcomatà, Un bicchiere di sole, Città del Sole Edizioni, 2014, ISBN 978-88-7351-841-9.

### Saggi
- a cura di Giuseppe Falcomatà, Un passo alla svolta, Città del Sole Edizioni, 2014, ISBN 978-88-7351-777-1.
- a cura di Giuseppe Falcomatà, Caro professore. Lettere dei reggini a Italo Falcomatà, Readaction, 2022, ISBN 979-12-8084-426-2.